# Кулчига
Кулчи́га (тат. Колчык) — посёлок в Апастовском районе Республики Татарстан, в составе Бишевского сельского поселения.

## Этимология
Топоним произошёл от антропонима татарского происхождения «Колчык».

## География
Посёлок находится на реке Черемшан, в 17 км к западу от районного центра — посёлка городского типа Апастово.

## История
Посёлок известен с 1647–1651 годов. 
В XVIII – первой половине XIX веков жители относились к категории государственных крестьян. Основные занятия жителей в этот период – земледелие и скотоводство.
В «Списке населенных мест по сведениям 1859 года», изданном в 1866 году, населённый пункт упомянут как казённая деревня Кульчуково 2-го стана Тетюшского уезда Казанской губернии. Располагалась при речке Черемшанке, по правую сторону почтового тракта из Казани в Симбирск, в 56 верстах от уездного города Тетюши и в 10 верстах от становой квартиры во владельческом селе Знаменское (Чипчаги). В деревне в 23 дворах жили 123 человека (67 мужчин и 56 женщин). Была мечеть.
В начале XX века в посёлке функционировали мечеть, кузница, галантерейная лавка. В этот период земельный надел сельской общины составлял 240 десятин.
До 1920 года посёлок входил в Средне-Балтаевскую волость Тетюшского уезда Казанской губернии. С 1920 года в составе Тетюшского, с 1927 года – Буинского кантонов ТАССР. С 10 августа 1930 года в Апастовском, с 1 февраля 1963 года в Тетюшском, с 4 марта 1964 года в Апастовском районах.
С 1930 года в посёлке действовали колхозы.

## Население
| 1782 | 1859 | 1897 | 1908 | 1920 | 1926 | 1938 | 1949 | 1958 | 1970 | 1979 | 1989 | 2002 | 2010 | 2015 |
| ---- | ---- | ---- | ---- | ---- | ---- | ---- | ---- | ---- | ---- | ---- | ---- | ---- | ---- | ---- |
| 22   | 123  | 183  | 197  | 254  | 173  | 135  | 69   | 100  | 94   | 77   | 39   | 32   | 24   | 34   |

Национальный состав посёлка — татары.

## Экономика
Жители работают в сельскохозяйственном предприятии «Свияга» (с 2003 г.), занимаются полеводством.